# Eupithecia perryvriesi
Eupithecia perryvriesi är en fjärilsart som beskrevs av Claude Herbulot 1971. Eupithecia perryvriesi ingår i släktet Eupithecia och familjen mätare. Inga underarter finns listade i Catalogue of Life.